# Anecumene

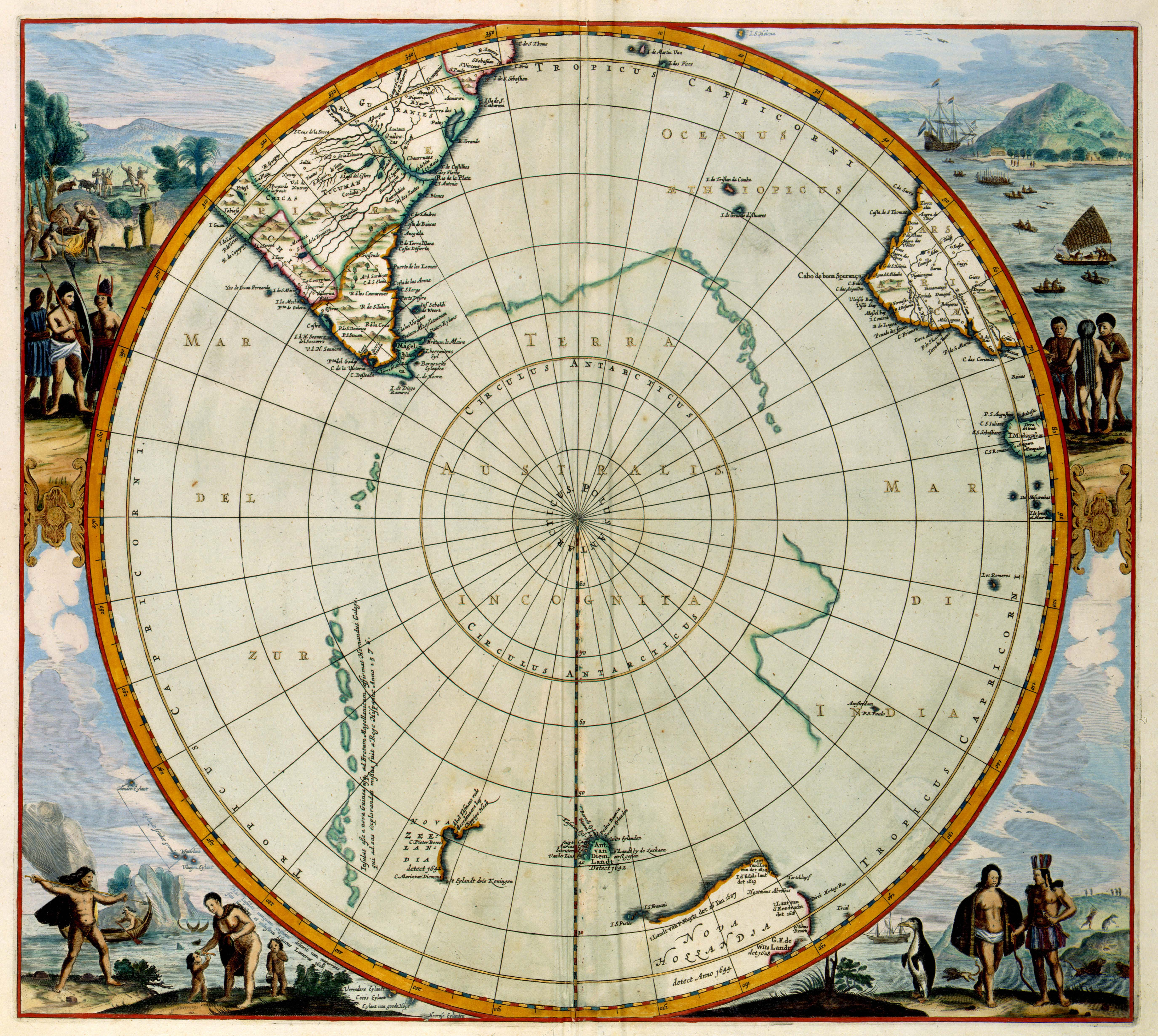
Mapa mostrant la Terra australis incognita, anecumene fins als viatges de James Cook

Es coneix com a anecumene (del grec ἀν-, 'no', i οἰκουμένη, 'habitat') les zones de la terra que antany van ser desconegudes per la cultura d'aquell moment o bé, en l'actualitat, on l'ésser humà no viu ni procrea de manera permanent. Són, doncs, aquells llocs deshabitats o amb escàs nombre de població, i es contraposen a les àrees permanentment ocupades o ecumene. Algunes d'aquestes zones són els grans indlandsis dels pols, els deserts, amb 1 a 10 hab/km², i la zona humida càlida (selva tropical), amb 2 hab/km².